# Axonopus debilis
Axonopus debilis är en gräsart som beskrevs av George Alexander Black. Axonopus debilis ingår i släktet Axonopus och familjen gräs.
Artens utbredningsområde är Kuba. Inga underarter finns listade i Catalogue of Life.